# Emile Derasse (Doornik)
Emile Derasse (Doornik, 27 juli 1884 – aldaar, 6 februari 1956) was een Belgische politicus voor de Liberale Partij. Hij was burgemeester van Doornik.

## Levensloop
Derasse studeerde rechten aan de ULB en was nadien actief als advocaat. In 1921 werd hij provincieraadslid in Henegouwen. Hij werd gemeenteraadslid en schepen van openbare werken in Doornik. In april 1940 werd hij benoemd tot burgemeester van Doornik. Na het begin van de  Tweede Wereldoorlog diende hij zijn functie neer te leggen. In 1941 werd hij na de moord op enkele Rexisten zelfs gevangengenomen. Hij werd tijdelijk vervangen door Louis Casterman. Na de Bevrijding in 1944 nam hij zijn functie terug op. Na de gemeenteraadsverkiezingen van 1946 en 1952 werd hij telkens benoemd tot burgemeester. Hij bleef dit tot zijn dood begin 1956. Hij werd opgevolgd door de socialist Jules Hossey.
Derasse was medestichter en speler van voetbalclub US Tournai. Van 1923 tot 1939 was hij voorzitter van deze club.